# Slayers - Storie di specchi, chimere e mammoni
Slayers - Storie di specchi, chimere e mammoni (スレイヤーズ すぺしゃる?, Sureiyāzu Supesharu) noto anche come Slayers Special è un OAV tratto dalla serie televisiva Slayers, uscito tra il 1996 e il 1997 e prodotto dalla Kadokawa Shoten/Bandai Visual composto da 3 episodi per la regia di Hiroshi Watanabe. L'edizione italiana a cura della Yamato Video è stata pubblicata nel 1999 ed è stata trasmessa per la prima volta in televisione sull'emittente televisiva Man-ga il 24 settembre 2011.

## Trama
Nel primo episodio "Il terribile progetto Li-mera" (unione delle due parole Lina e chimera) uno stregone alchimista di nome Dior si è messo in testa di trasformare Lina in una chimera con un drago, un serpente e un demone nero per poi coinvolgere nel folle piano anche Naga. Nel secondo "L'iniziazione del piccolo Jeffrey", una madre-matrona iperprotettiva nei confronti del proprio figlio-scamorza, che si presume debba entrare nell'ordine dei cavalieri con la mamma che gli spiana la strada. Ed infine nel terzo "Specchio, specchio", lo Shadow Reflecter, uno specchio leggendario in grado di materializzare l'ombra di chi vi si riflette, rischia di rendere il suo possessore il padrone del mondo, così l'Associazione dei Maghi ingaggia Lina e Naga alla ricerca di Ragan, il vice presidente dell'Associazione dei Maghi che lo ha rubato.

## Doppiaggio
| Personaggio     | Doppiatore originale | Doppiatore italiano       |
| --------------- | -------------------- | ------------------------- |
| Lina            | Megumi Hayashibara   | Emanuela Pacotto          |
| Naga            | Maria Kawamura       | Marcella Silvestri        |
| Dior            | Takeshi Aono         | Mario Zucca               |
| Lord Vista      | Kaneto Shiozawa      | Marco Balzarotti          |
| Uomo mascherato |                      | Riccardo Peroni           |
| Oste            |                      | Stefano Albertini         |
| Josephina       | Rihoko Yoshida       | Caterina Rochira          |
| Jeffrey         | Akira Ishida         | Nicola Bartolini Carrassi |
| Boss            | Shigezou Sasaoka     | Sergio Romanò             |
| Galda           | Ryūzaburō Ōtomo      | Federico Danti            |
| Goldias         | Hidekatsu Shibata    | Marco Balbi               |
| Ragan           | Banjō Ginga          | Orlando Mezzabotta        |
| Bandito         | Yiroshi Shimaka      | Stefano Albertini         |
| Uomo lupo       | Wataru Takagi        | Giorgio Bonino            |

## Episodi
| Nº | Titolo italiano Giapponese 「Kanji」 - Rōmaji - Traduzione letterale                                           | Prima edizione  | Prima edizione |
| Nº | Titolo italiano Giapponese 「Kanji」 - Rōmaji - Traduzione letterale                                           | Giapponese      | Italiano       |
| 1  | Lo spaventoso progetto chimera 「恐怖のリメラ計画」 - Kyōfu no Ri-mera keikaku – "Lo spaventoso piano Li-mera" | 25 luglio 1996  | 1999           |
| 2  | Jeffrey il cavaliere 「ジェフリー君の騎士道」 - Jefurī kimi no kishi michi – "La cavalleria di Jeffrey"        | 25 gennaio 1997 | 1999           |
| 3  | Specchio, specchio 「鏡よ鏡」 - Kagami yo kagami – "Specchio specchio"                                         | 25 maggio 1997  | 1999           |

## Colonna sonora
Sigla di apertura dell'episodio 3
- Run all the way! cantata da Megumi Hayashibara

Canzone OST durante l'episodio 3
- Touch Yourself cantata da Megumi Hayashibara

Sigla di chiusura dei tre episodi
- Kagirinai yokubō no naka ni cantata da Megumi Hayashibara